# Позориште „Миливоје Живановић”
Позориште „Миливоје Живановић” настало је из Првог месног позоришта које у Пожаревцу прорадило 1841. године., па се та година узима као почетак позоришног живота у Пожаревцу. 

## Историја
Првог месно позоришта у Пожаревцу  настало је 1841. године под вођством учитељ Мојсила Живојиновића. На почетку године, када је основано, извело је шест представа, међу којима је била и посрбљеница Шекспировог Ромеа и Јулије коју је сачинио Кристијан Феликс Вајсе.
Између два светска рата (1929—1934) у Пожаревцу је радило Градско народно позориште, прво професионално позориште у овом крају. 
Од 1944. до 1954. године ради и друго професионално позориште Народно позориште, које је на репертоару имало 85 премијера са 1.56 представа!
После покушаја са Малим театром који су 1960-их водили Слободан Стојановић и Мића Илић, 18. децембра 1972. године почело је са радом Градско аматерско позориште Пожаревац. 
Године 1981. преласком у нову зграду Дома културе позориште добија назив Аматерско позориште Миливоје Живановић, а године 1987. из свог имена уклања атрибут аматерско.
Данас је Пожаревац град позоришних фестивала: један фестивал посвећен је Живки Матић, а Миливоје Живановић је, сасвим сигурно, једини глумац на свету који има у своју част два фестивала:
- аматерски, сусрети варошких позоришта Србије Миливојев штап и шешир
- професионални - Глумачке свечаности.

Од 2018. године у организацији Центра за културу, чији је позориште саставни део, одржава се и Виминациум Фест - Митови стари и нови.